# Paul Brand (Politiker)
Paul Brand (* 30. Mai 1897; † 30. April 1969) war ein deutscher Politiker der CSU.
Brand wohnte in Dinkelsbühl, war Kaufmann und Fabrikant. 1946 gehörte er der Verfassunggebenden Landesversammlung an.